# Gerarctia signata
Gerarctia signata là một loài bướm đêm trong họ Noctuidae.